# ماديسون (مقاطعة دان)
ماديسون (بالإنجليزية: Madison)‏ هي عاصمة ولاية ويسكونسن الأمريكية ومقر مقاطعة دان. قدر عدد سكان ماديسون بنحو 252,551 حسب تقديرات يوليو 2016،  ما يجعلها ثاني أكبر مدينة في ويسكونسن بعد ميلووكي، ويضعها في الترتيب 82 بين أكبر مدن الولايات المتحدة. وتشكل المدينة جوهر منطقة ماديسون العاصمة الإحصائية التابعة حسب مكتب تعداد الولايات المتحدة، والتي تشمل مقاطعة داين ومقاطعات أيوا وغرين وكولومبيا المجاورة. وبلغ عدد سكان منطقة ماديسون العاصمة الإحصائية لعام 2010 568,593 نسمة.
تأسست المدينة في عام 1829 على البرزخ بين بحيرة مونونا وبحيرة مندوتا، وأصبحت عاصمة إقليم ويسكونسن في عام 1836 وأصبح عاصمة ولاية ويسكونسن عندما أدخلت للاتحاد في عام 1848. في نفس العام، تأسست جامعة ويسكونسن-ماديسون وأصبحت الجامعة وحكومة الولاية أكبر مصدر وظائف في المدينة. تعرف المدينة أيضا ببحيراتها ومطاعمها، والشبكة الواسعة من الحدائق ومسارات الدراجات، مع الكثير من أنظمة الحدائق التي صممها مهندس المناظر الطبيعية جون نولين.
كان ماديسون منذ الستينات مركزا للليبرالية السياسية، متأثرة جزئيا بوجود جامعة ويسكونسن-ماديسون.

## التركيبة السكانية
حدّد مكتب تعداد الولايات المتحدة بيانات التركيبة السكانية لماديسون في تعداد الولايات المتحدة. في ما يلي، التركيبة السكانية حسب تعدادي 2000 و2010.

### تعداد عام 2000
بلغ عدد سكان ماديسون 208,054 نسمة بحسب تعداد عام 2000، وبلغ عدد الأسر 89,019 أسرة وعدد العائلات 42,458 عائلة مقيمة في المدينة. في حين سجلت الكثافة السكانية 791.2 نسمة لكل كيلومتر مربع (2,049.2/ميل2). وبلغ عدد الوحدات السكنية 92,394 وحدة بمتوسط كثافة قدره 351.4 لكل كيلومتر مربع (910.1/ميل2).
وتوزع التركيب العرقي للمدينة بنسبة 83.96% من البيض و5.84% من الأمريكيين الأفارقة و0.36% من الأمريكيين الأصليين و5.80% من الأمريكيين ذوي الأصول الآسيوية و0.04% من سكان جزر المحيط الهادئ و1.67% من الأعراق الأخرى و2.32% من عرقين مختلطين أو أكثر و4.09% من الهسبانيون أو اللاتينيون من أي عرق.
بلغ عدد الأسر 89,019 أسرة كانت نسبة 23.3% منها لديها أطفال تحت سن الثامنة عشر تعيش معهم، وبلغت نسبة الأزواج القاطنين مع بعضهم البعض 37% من أصل المجموع الكلي للأسر، ونسبة 7.8% من الأسر كان لديها معيلات من الإناث دون وجود شريك، بينما كانت نسبة 2.9% من الأسر لديها معيلون من الذكور دون وجود شريكة وكانت نسبة 52.3% من غير العائلات. تألفت نسبة 35.3% من أصل جميع الأسر من عدة أفراد يعيشون في نفس المنزل ونسبة 7.1% كانت تتألف من شخص يعيش بمفرده يبلغ من العمر 65 عاماً أو أكثر. وبلغ متوسط حجم الأسرة المعيشية 2.19، أما متوسط حجم العائلات فبلغ 2.87.
بلغ العمر الوسطي للسكان 30.6 عاماً. وكانت نسبة 17.7% من القاطنين تحت سن الثامنة عشر، وكانت نسبة 16.8% بين الثامنة عشر والرابعة والعشرين عاماً، ونسبة 31.6% كانت واقعةً في الفئة العمرية ما بين الخامسة والعشرين والرابعة والأربعين عاماً، ونسبة 19% كانت ما بين الخامسة والأربعين والرابعة والستين، ونسبة 8.7% كانت ضمن فئة الخامسة والستين عاماً فما فوق. يوجد لكل 100 أنثى 96.8 ذكر، ويوجد لكل 100 أنثى في الثامنة عشر من عمرها فما فوق 95.1 ذكر.
بلغ متوسط دخل الأسرة في المدينة 41,941 دولارًا، أما متوسط دخل العائلة فبلغ 59,840 دولارًا. وكان متوسط دخل الذكور 36,718 دولارًا مقابل 30,551 دولارًا للإناث. وسجل دخل الفرد الخاص بالمدينة 23,498 دولارًا. وكانت نسبة 5.8% من العائلات ونسبة 15% من السكان تحت خط الفقر، وكان من هؤلاء نسبة 11.7% تحت سن الثامنة عشر ونسبة 4.5% في الخامسة والستين من العمر وما فوق.

### تعداد عام 2010
بلغ عدد سكان ماديسون 233,209 نسمة بحسب تعداد عام 2010، وبلغ عدد الأسر 102,516 أسرة وعدد العائلات 47,824 عائلة مقيمة في المدينة. في حين سجلت الكثافة السكانية 886.9 نسمة لكل كيلومتر مربع (2,297.1/ميل2). وبلغ عدد الوحدات السكنية 108,843 وحدة بمتوسط كثافة قدره 413.9 لكل كيلومتر مربع (1,072.0/ميل2).
وتوزع التركيب العرقي للمدينة بنسبة 78.91% من البيض و7.26% من الأمريكيين الأفارقة و0.43% من الأمريكيين الأصليين و7.38% من الأمريكيين ذوي الأصول الآسيوية و0.03% من سكان جزر المحيط الهادئ و2.88% من الأعراق الأخرى و3.10% من عرقين مختلطين أو أكثر و6.84% من الهسبانيون أو اللاتينيون من أي عرق.
بلغ عدد الأسر 102,516 أسرة كانت نسبة 22.2% منها لديها أطفال تحت سن الثامنة عشر تعيش معهم، وبلغت نسبة الأزواج القاطنين مع بعضهم البعض 35.1% من أصل المجموع الكلي للأسر، ونسبة 8.4% من الأسر كان لديها معيلات من الإناث دون وجود شريك، بينما كانت نسبة 3.2% من الأسر لديها معيلون من الذكور دون وجود شريكة وكانت نسبة 53.3% من غير العائلات. تألفت نسبة 36.2% من أصل جميع الأسر من عدة أفراد يعيشون في نفس المنزل ونسبة 7.4% كانت تتألف من شخص يعيش بمفرده يبلغ من العمر 65 عاماً أو أكثر. وبلغ متوسط حجم الأسرة المعيشية 2.17، أما متوسط حجم العائلات فبلغ 2.87.
بلغ العمر الوسطي للسكان 30.9 عاماً. وكانت نسبة 17.5% من القاطنين تحت سن الثامنة عشر، وكانت نسبة 19.5% بين الثامنة عشر والرابعة والعشرين عاماً، ونسبة 31.5% كانت واقعةً في الفئة العمرية ما بين الخامسة والعشرين والرابعة والأربعين عاماً، ونسبة 21.9% كانت ما بين الخامسة والأربعين والرابعة والستين، ونسبة 9.6% كانت ضمن فئة الخامسة والستين عاماً فما فوق. وتوزع التركيب الجنسي للسكان بنسبة 49.2% ذكور و50.8% إناث.

## المناخ
يظهر الجدول التالي التغييرات المناخية على مدار السنة لماديسون:
| البيانات المناخية لـماديسون                                             | البيانات المناخية لـماديسون | البيانات المناخية لـماديسون | البيانات المناخية لـماديسون | البيانات المناخية لـماديسون | البيانات المناخية لـماديسون | البيانات المناخية لـماديسون | البيانات المناخية لـماديسون | البيانات المناخية لـماديسون | البيانات المناخية لـماديسون | البيانات المناخية لـماديسون | البيانات المناخية لـماديسون | البيانات المناخية لـماديسون | البيانات المناخية لـماديسون |
| الشهر                                                                   | يناير                       | فبراير                      | مارس                        | أبريل                       | مايو                        | يونيو                       | يوليو                       | أغسطس                       | سبتمبر                      | أكتوبر                      | نوفمبر                      | ديسمبر                      | المعدل السنوي               |
| ----------------------------------------------------------------------- | --------------------------- | --------------------------- | --------------------------- | --------------------------- | --------------------------- | --------------------------- | --------------------------- | --------------------------- | --------------------------- | --------------------------- | --------------------------- | --------------------------- | --------------------------- |
| الدرجة القصوى °ف (°م)                                                   | 58 (14)                     | 68 (20)                     | 83 (28)                     | 94 (34)                     | 101 (38)                    | 101 (38)                    | 107 (42)                    | 102 (39)                    | 99 (37)                     | 90 (32)                     | 77 (25)                     | 65 (18)                     | 107 (42)                    |
| الحد الأقصى المتوسط °ف (°م)                                             | 45.5 (7.5)                  | 51.1 (10.6)                 | 69.1 (20.6)                 | 79.6 (26.4)                 | 84.4 (29.1)                 | 90.9 (32.7)                 | 92.3 (33.5)                 | 91.1 (32.8)                 | 87.0 (30.6)                 | 78.5 (25.8)                 | 64.3 (17.9)                 | 49.0 (9.4)                  | 94.3 (34.6)                 |
| متوسط درجة الحرارة الكبرى °ف (°م)                                       | 26.4 (−3.1)                 | 31.1 (−0.5)                 | 43.1 (6.2)                  | 57.3 (14.1)                 | 68.4 (20.2)                 | 77.9 (25.5)                 | 81.6 (27.6)                 | 79.4 (26.3)                 | 71.8 (22.1)                 | 58.9 (14.9)                 | 44.1 (6.7)                  | 30.2 (−1.0)                 | 56.0 (13.3)                 |
| متوسط درجة الحرارة الصغرى °ف (°م)                                       | 11.1 (−11.6)                | 15.1 (−9.4)                 | 24.8 (−4.0)                 | 35.8 (2.1)                  | 46.1 (7.8)                  | 56.1 (13.4)                 | 61.0 (16.1)                 | 59.0 (15.0)                 | 50.2 (10.1)                 | 38.8 (3.8)                  | 28.2 (−2.1)                 | 15.9 (−8.9)                 | 36.9 (2.7)                  |
| الحد الأدنى المتوسط °ف (°م)                                             | −11.5 (−24.2)               | −6.6 (−21.4)                | 5.0 (−15.0)                 | 19.8 (−6.8)                 | 31.0 (−0.6)                 | 41.4 (5.2)                  | 48.2 (9.0)                  | 46.3 (7.9)                  | 33.9 (1.1)                  | 24.0 (−4.4)                 | 11.8 (−11.2)                | −5.7 (−20.9)                | −15.7 (−26.5)               |
| أدنى درجة حرارة °ف (°م)                                                 | −37 (−38)                   | −29 (−34)                   | −29 (−34)                   | 0 (−18)                     | 19 (−7)                     | 31 (−1)                     | 36 (2)                      | 35 (2)                      | 25 (−4)                     | 12 (−11)                    | −14 (−26)                   | −28 (−33)                   | −37 (−38)                   |
| الهطول إنش (مم)                                                         | 1.23 (31)                   | 1.45 (37)                   | 2.20 (56)                   | 3.40 (86)                   | 3.55 (90)                   | 4.54 (115)                  | 4.18 (106)                  | 4.27 (108)                  | 3.13 (80)                   | 2.40 (61)                   | 2.39 (61)                   | 1.74 (44)                   | 34.48 (876)                 |
| متوسط تساقط الثلوج إنش (سم)                                             | 12.9 (33)                   | 10.6 (27)                   | 7.0 (18)                    | 2.6 (6.6)                   | 0.2 (0.51)                  | 0 (0)                       | 0 (0)                       | 0 (0)                       | 0 (0)                       | 0.5 (1.3)                   | 3.6 (9.1)                   | 13.5 (34)                   | 50.9 (129)                  |
| متوسط أيام هطول الأمطار (≥ 0.01 in)                                     | 10.2                        | 9.2                         | 10.5                        | 12.1                        | 11.9                        | 11.1                        | 10.6                        | 9.4                         | 9.3                         | 9.8                         | 10.6                        | 10.1                        | 124.8                       |
| متوسط الأيام المثلجة (≥ 0.1 in)                                         | 9.8                         | 7.9                         | 5.8                         | 2.0                         | 0.2                         | 0                           | 0                           | 0                           | 0                           | 0.5                         | 3.8                         | 8.7                         | 38.7                        |
| متوسط الرطوبة النسبية (%)                                               | 74.5                        | 73.1                        | 71.4                        | 66.3                        | 65.8                        | 68.3                        | 71.0                        | 74.4                        | 76.8                        | 73.2                        | 76.9                        | 78.5                        | 72.5                        |
| ساعات سطوع الشمس الشهرية                                                | 143.0                       | 152.3                       | 187.3                       | 206.7                       | 263.1                       | 293.1                       | 304.9                       | 270.2                       | 213.8                       | 172.5                       | 111.4                       | 109.5                       | 2٬427٫8                     |
| نسبة وصول أشعة الشمس                                                    | 49                          | 52                          | 51                          | 51                          | 58                          | 64                          | 66                          | 63                          | 57                          | 50                          | 38                          | 39                          | 54                          |
| المصدر: NOAA (relative humidity and sun 1961–1990), The Weather Channel |                             |                             |                             |                             |                             |                             |                             |                             |                             |                             |                             |                             |                             |

## توأمة
لماديسون (مقاطعة دان) اتفاقيات توأمة مع كل من:
- فيلنيوس
- أينارو
- Arcatao [الإنجليزية]‏
- كاماغواي
- فرايبورغ (1987 - )
- ماناغوا
- مانتوفا
- أوبيهيرو
- ماريليانو
- أوسلو
- بحر دار [21]

## أعلام
- أوتيس ريدينغ
- فرانك هربرت
- جينا رولاندز
- جون باردين
- كريس فارلي
- هوارد تيمن
- إريك هايدن
- ثورنتون وايلدر
- إد جين